# Amorphophallus andranogidroensis
Amorphophallus andranogidroensis är en kallaväxtart som beskrevs av Wilbert Leonard Anna Hetterscheid och Mangelsdorff. Amorphophallus andranogidroensis ingår i släktet Amorphophallus och familjen kallaväxter. Inga underarter finns listade.